# Christian Lautenschlager

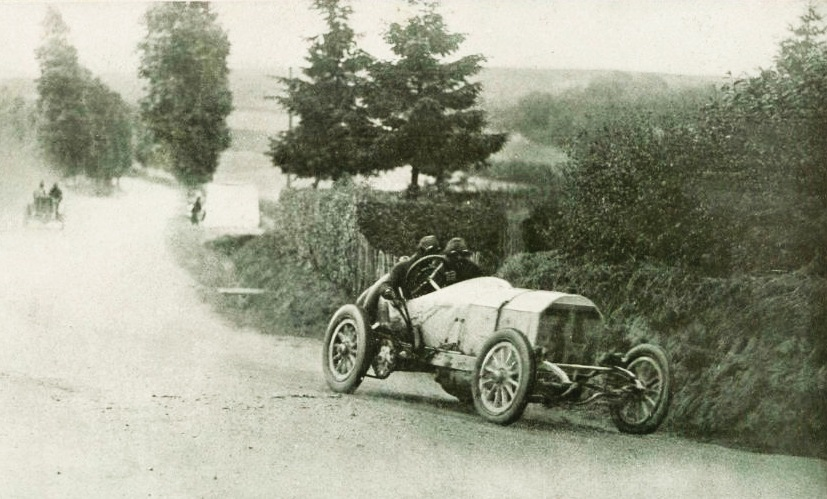
Lautenschlager à Dieppe en 1908 (no 14 à Camille Jenatzy).

Christian Friedrich Lautenschlager, né le 13 avril 1877 à Magstadt (près de Stuttgart) et mort le 3 janvier 1954 à Untertürkheim, à 76 ans, était un pilote automobile allemand.

## Biographie
Il participe pour la première fois à une course comme mécanicien embarqué d'Otto Salzer, dans les Ardennes en 1906 (également en 1907 pour ce pilote lors du Grand Prix de France 1907 et au Taunus-Kaiser Preis encore, la même année). 
Il sort personnellement vainqueur en 1908 (à Dieppe) et en 1914 (à Lyon) du Grand Prix de l'ACF sur Mercedes (participation à cette épreuve également en 1913). Toujours en 1914, il gagne le Trophée Elgin aux États-Unis sur une Mercedes 37/95.
Après la Première Guerre mondiale, il dispute aussi trois Targa Florio de 1922 (10e) à 1924 (et également la Coppa Florio 1924), ainsi que les 500 miles d'Indianapolis en 1923 (accident de sa Mercedes au quatorzième tour).
Il arrête sa carrière de pilote en 1925 après une dernière course à Palerme, mais il continue encore alors à travailler pour Daimler-Benz (où il était entré à Stuttgart en 1899 à l'âge de 22 ans, comme mécanicien et pilote d'essai après un périple de jeunesse en Europe centrale).

## Distinctions
- Médaille d'or de l'ordre de Saint-Stanislas, décernée par le tsar Nicolas II de Russie.

## Galerie d'images

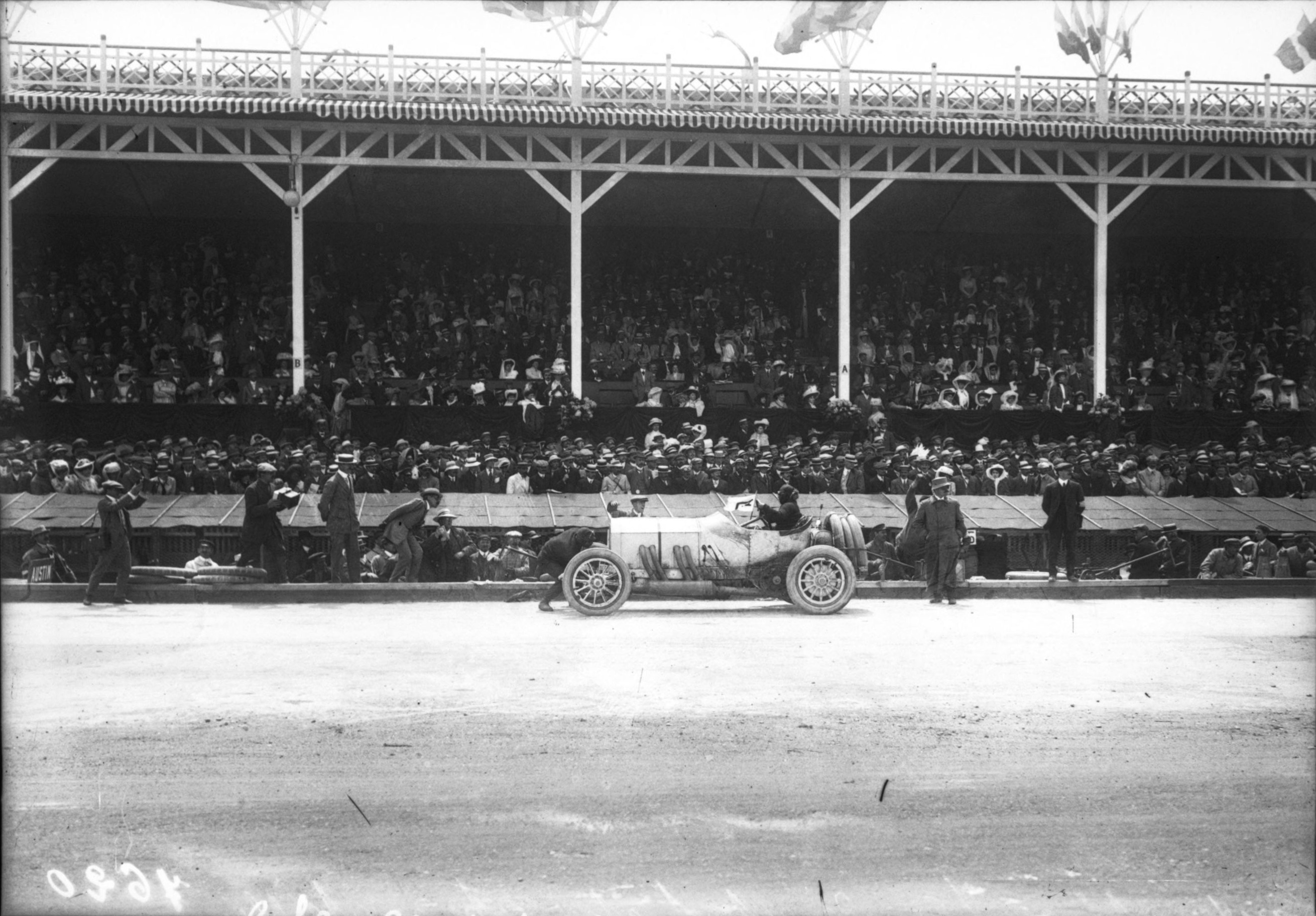
Lautenschlager, ici en route pour la victoire au Grand Prix de France 1908 à Dieppe...
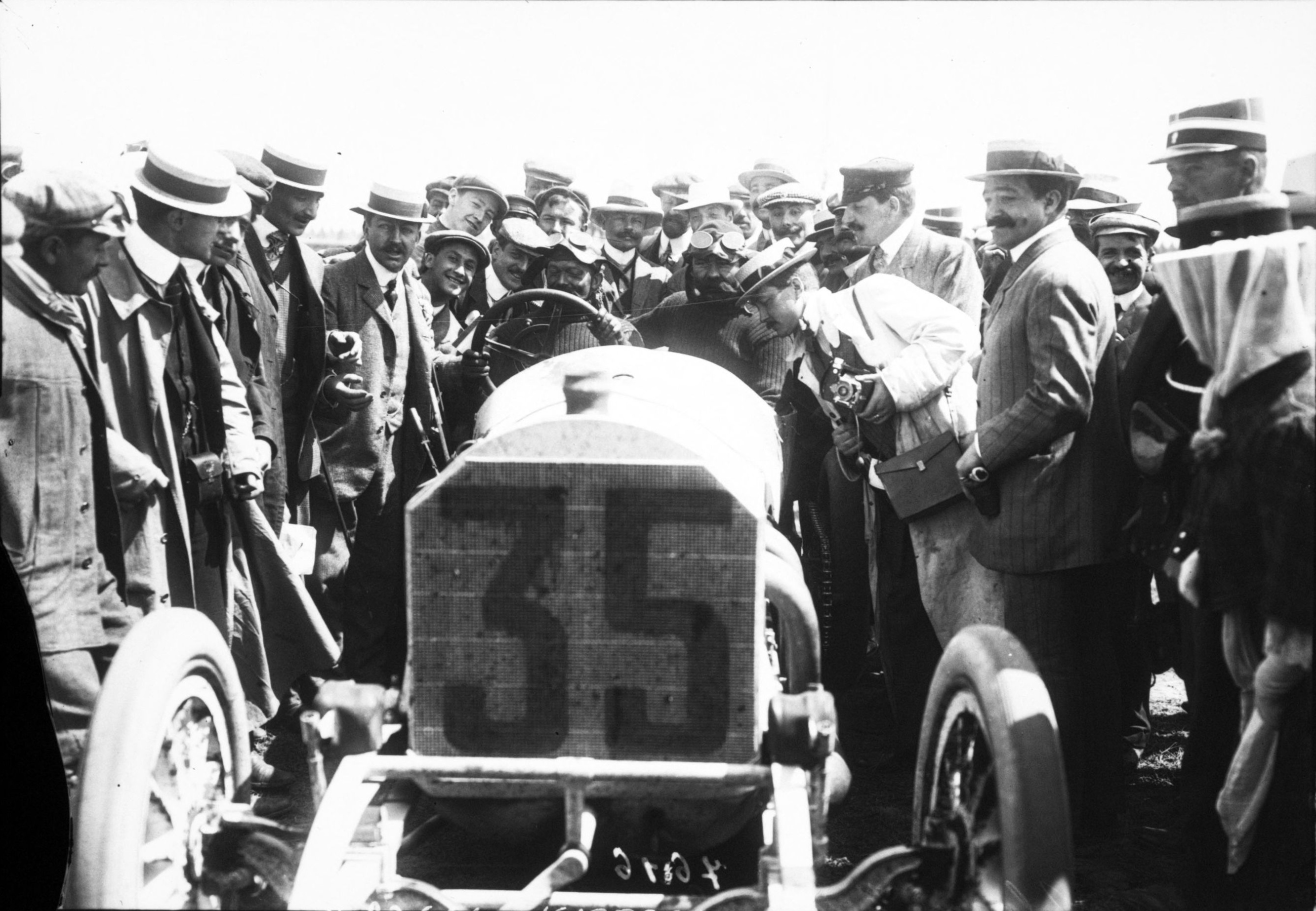
...et à l'arrivée de cette épreuve.
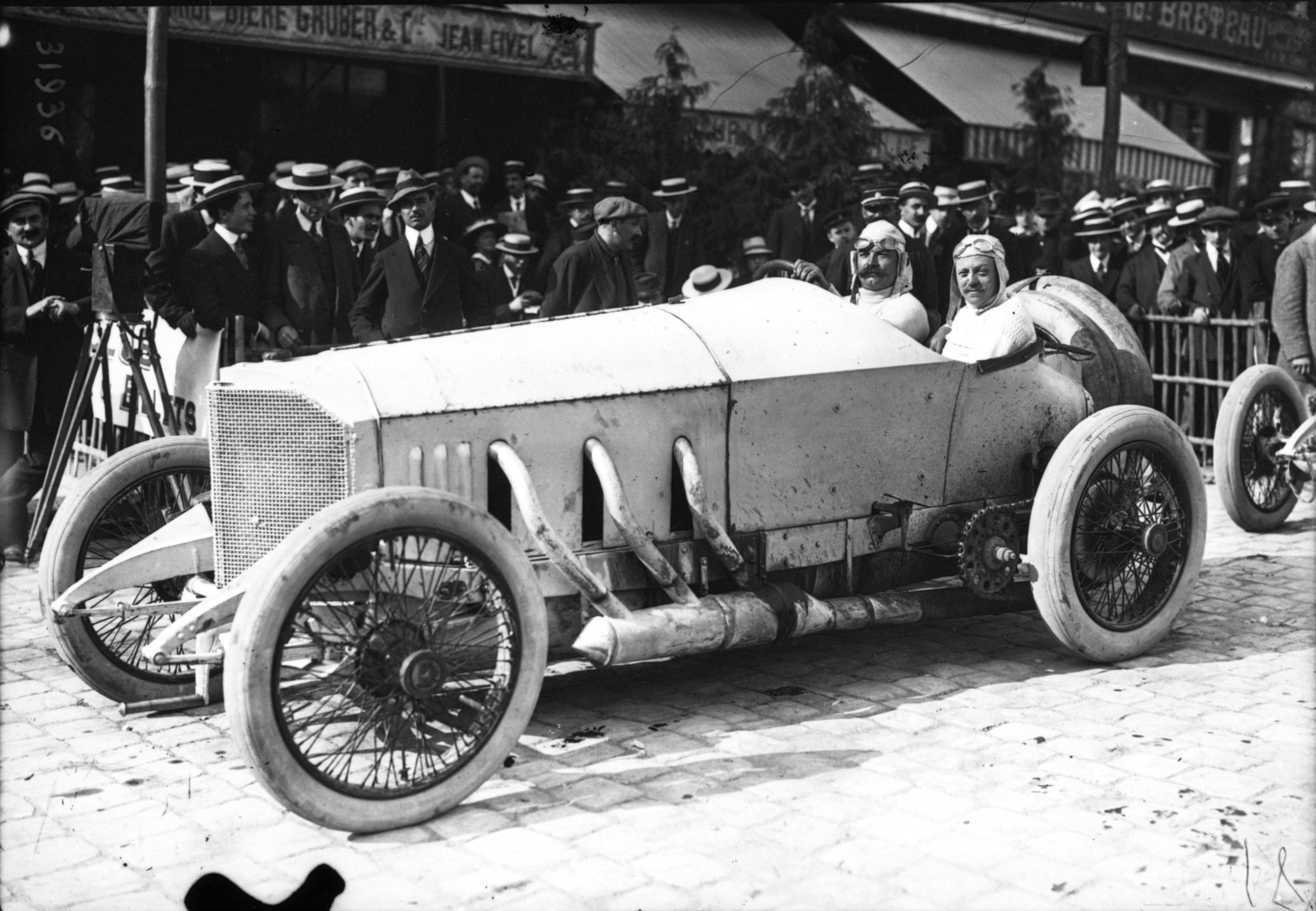
Lautenschlager, au Grand Prix de France 1913 (au Mans).
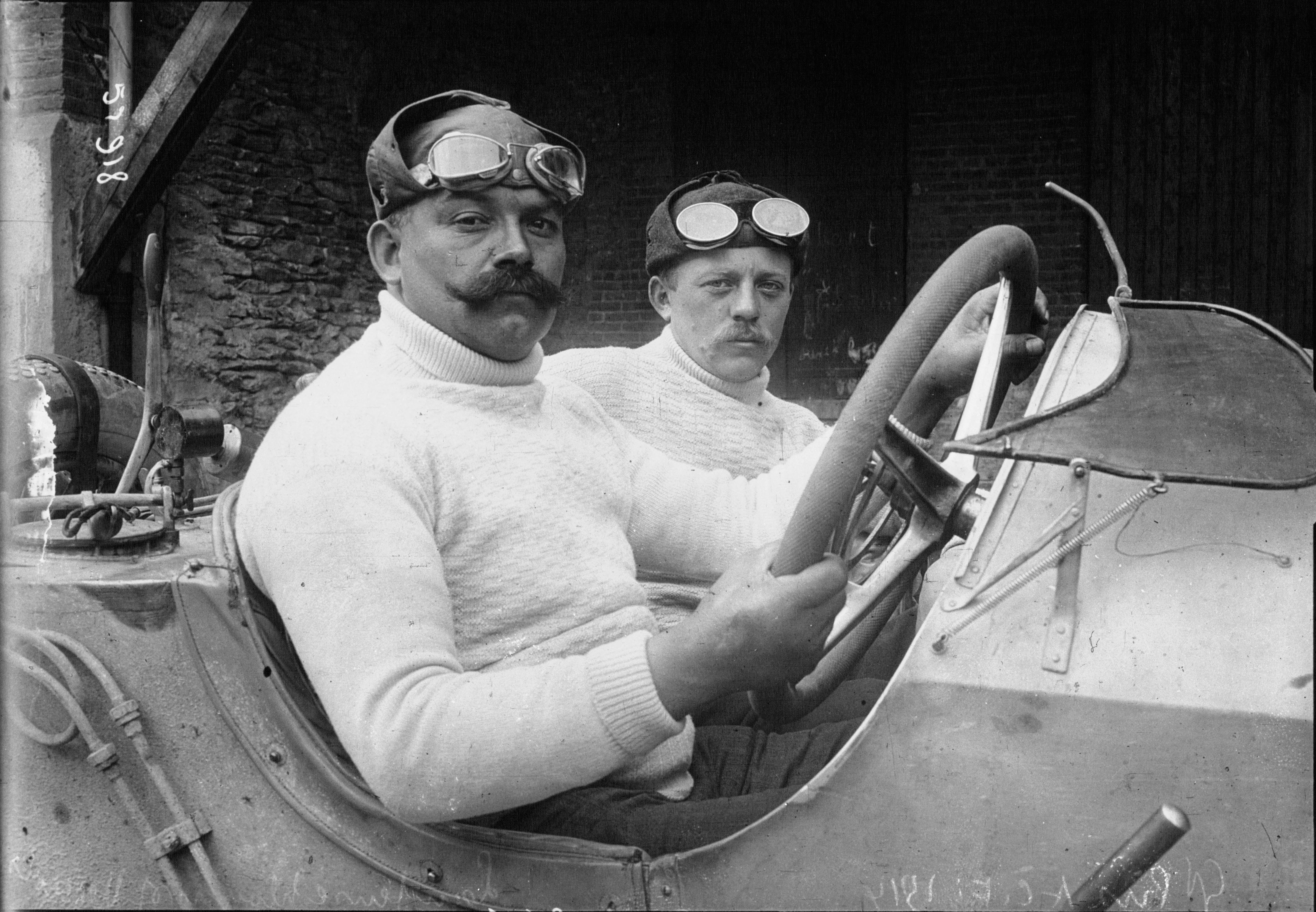
Lautenschlager, au départ du Grand Prix de France 1914...
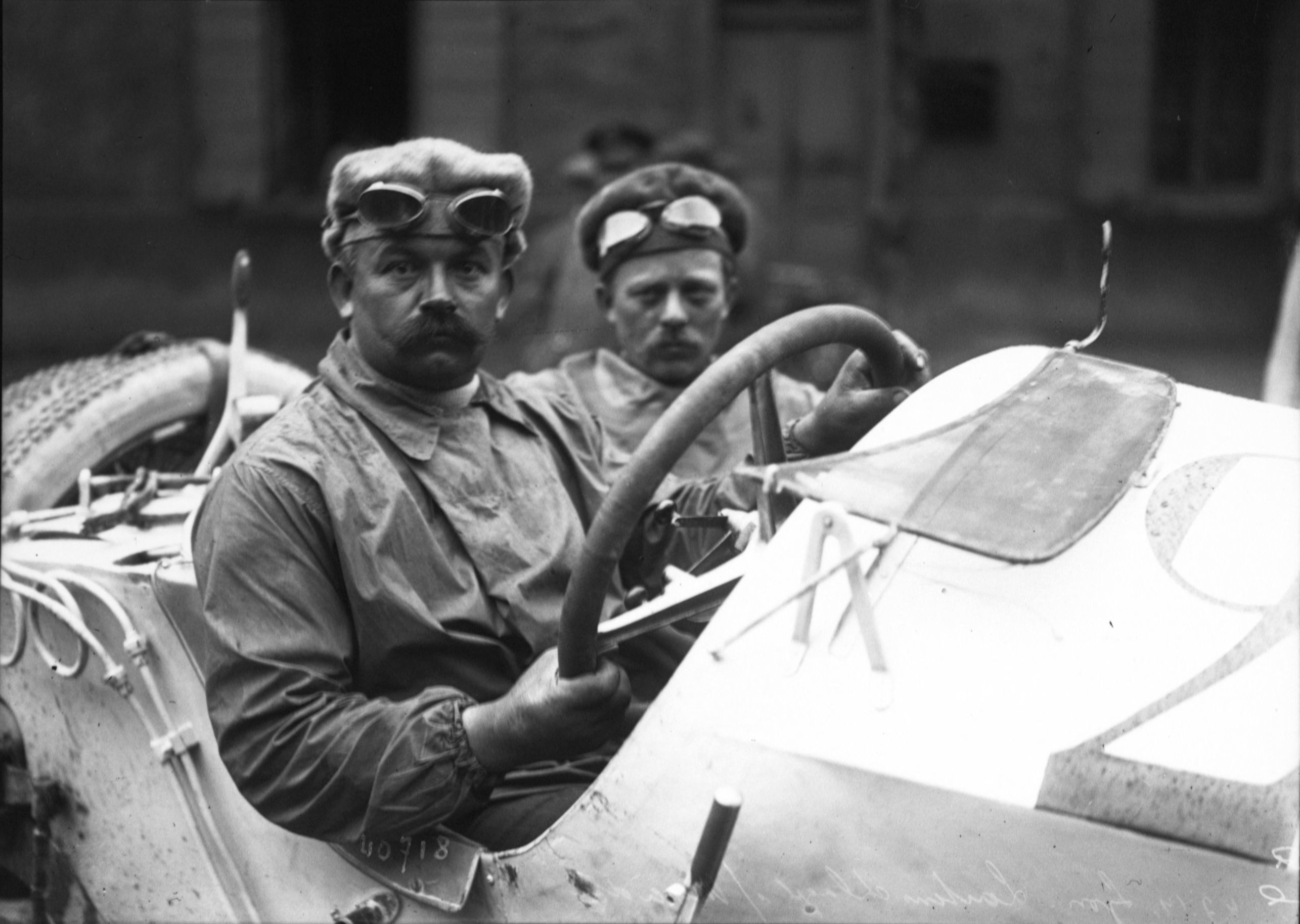
...et noirci, à l'arrivée de celui-ci.
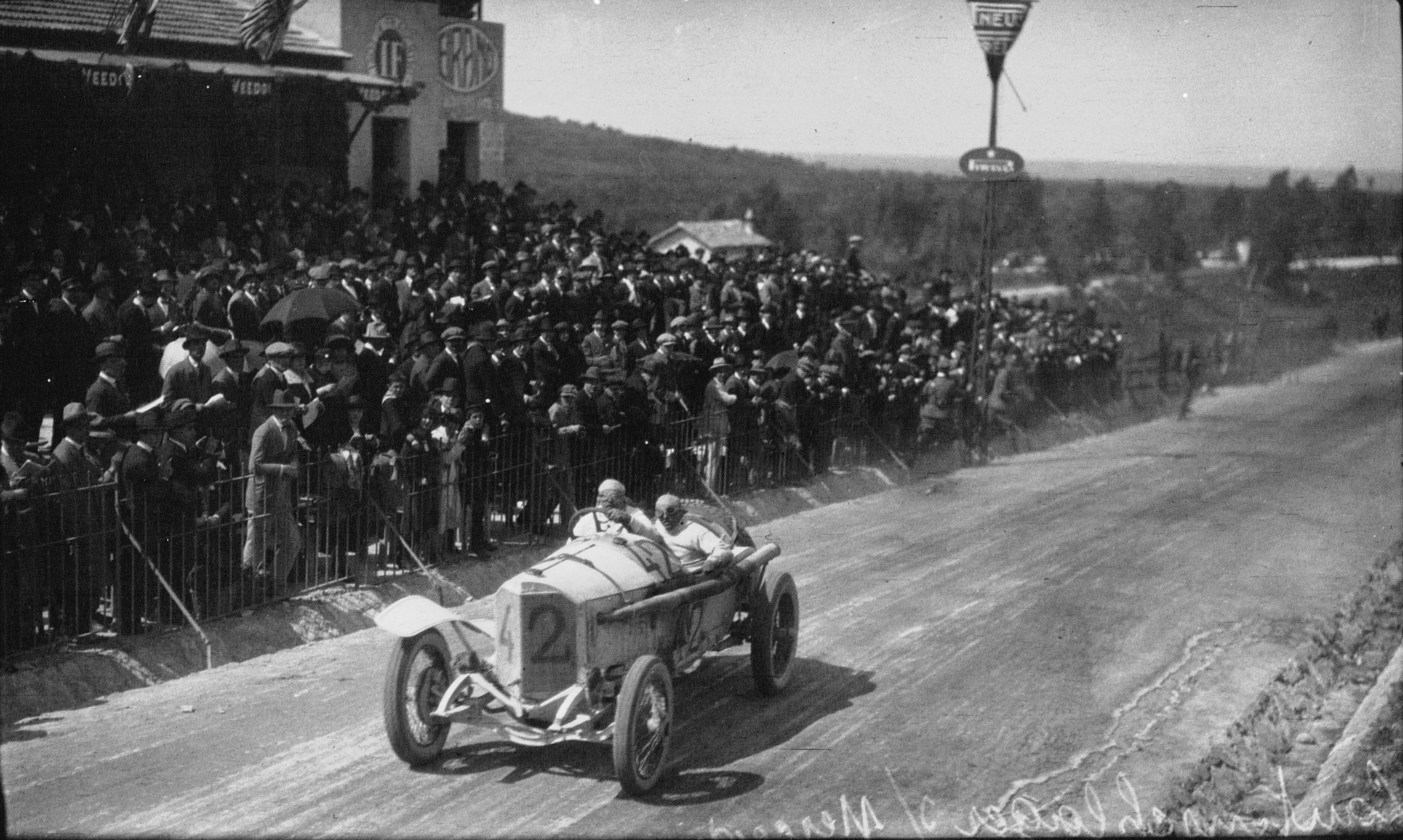
Lautenschlager lors de la Targa Florio 1922.